# Campeonato Europeo de Boxeo Aficionado de 1987
El XXVII Campeonato Europeo de Boxeo Aficionado se celebró en Turín (Italia) entre el 30 de mayo y el 7 de junio de 1987 bajo la organización de la Confederación Europea de Boxeo (EUBC) y la Federación Italiana de Boxeo Aficionado.

## Medallero
| Núm. | País         | Oro | Plata | Bronce | Total |
| ---- | ------------ | --- | ----- | ------ | ----- |
| 1    | URSS         | 5   | 5     | 1      | 11    |
| 2    | RDA          | 4   | 2     | 1      | 7     |
| 3    | Bulgaria     | 2   | 2     | 3      | 7     |
| 4    | Países Bajos | 1   | 0     | 2      | 4     |
| 5    | Hungría      | 0   | 2     | 0      | 2     |
| 6    | Polonia      | 0   | 1     | 0      | 1     |
| 7    | Italia       | 0   | 0     | 5      | 5     |
| 8    | Rumania      | 0   | 0     | 3      | 3     |
| 9    | Dinamarca    | 0   | 0     | 2      | 2     |
| 9    | Finlandia    | 0   | 0     | 2      | 2     |
| 9    | Yugoslavia   | 0   | 0     | 2      | 2     |
| 12   | Inglaterra   | 0   | 0     | 1      | 1     |
| 12   | Suecia       | 0   | 0     | 1      | 1     |
| 12   | Turquía      | 0   | 0     | 1      | 1     |
|      | TOTAL        | 12  | 12    | 24     | 48    |